# Resolució 39 del Consell de Seguretat de les Nacions Unides
La Resolució 39 del Consell de Seguretat de les Nacions Unides, aprovada el 20 de gener de 1948, va oferir assistir en la resolució pacífica del conflicte del Caixmir establint una comissió de tres membres; un escollit per l'Índia, un escollit per Pakistan i el tercer escollit pels altres dos membres de la comissió. La comissió va escriure una carta conjunta que assessora al Consell de Seguretat sobre quina és la millor manera d'actuar per ajudar a la pau a la regió.

## Funcions de la comissió
La comissió havia d'"investigar els fets" i "dur a terme" indicacions del Consell de Seguretat. Les investigacions van fer front a les denúncies formulades per l'Índia en la seva carta de data 1 de gener de 1948, relativa a la situació a Jammu i Caixmir. En segon lloc, van dirigir, quan el "Consell de Seguretat així ho dirigeix", altres qüestions plantejades pel Pakistan en la seva presentació el 15 de gener de 1948. Les acusacions pakistaneses van ser àmplies: que l'Índia intentava boicotejar la partició de l'Índia, que estava duent a terme una campanya de "genocidi" contra els musulmans a l'est del Punjab, Delhi i altres àrees, que va ocupar contundentment i il·lícitament l'estat de Junagadh, que va obtenir l'adhesió de Jammu i Caixmir mitjançant "grau i violència", i que amenaçava amb atac directe militar a Pakistan.

## Negociacions i conseqüències
La resolució va ser traslladada per Bèlgica, com a president del Consell. Era fortament influenciada per la delegació britànica especialitzada, encapçalada per Philip Noel-Baker, ministre britànic de Relacions amb la Commonwealth Relations Office, enviat a les Nacions Unides pel maneig del conflicte de Caixmir.
La resolució aprovada per nou vots, l'RSS d'Ucraïna i la Unió Soviètica, es van abstenir.
La delegació britànica també va intentar persuadir a l'Índia d'acceptar una administració imparcial a Caixmir sota els auspicis de l'ONU. L'administració havia de dirigir-se a un president "neutral" i Caixmir havia d'estar sota una ocupació militar conjunta sota un comandant en cap neutral nomenat per l'ONU. Els Estats Units no van donar suport a aquestes propostes de llarg abast.
La delegació britànica pretenia que la comissió de les Nacions Unides estigués subordinada al Consell de Seguretat, mentre que a Nova York es realitzaria el veritable treball de formulació d'un acord. D'aquí que, malgrat la urgència de la situació, no es va fer cap moviment per crear la comissió fins que el Consell l'aprovés l'abril de 1948 la resolució 47. Van passar unes altres 11 setmanes abans que es pogués formar la comissió i baixar a treballar al subcontinent indi. El diplomàtic de l'ONU Josef Korbel més tard va tenir paraules de crítica pel retard en la formació de la comissió de l'ONU. Durant els mesos d'hivern, els combats s'havien reduït a petites escaramusses i l'arribada de la comissió abans de la lluita intensificada durant els mesos d'estiu podria haver tingut un efecte amortidor, segons ell. Quan la comissió finalment va començar a treballar, la situació política i militar era bastant diferent del que havia estat al gener-abril de 1948.